# Белфилд (Северна Дакота)
Белфилд (енгл. Belfield) град је у америчкој савезној држави Северна Дакота.

## Демографија
По попису из 2010. године број становника је 800, што је 66 (-7,6%) становника мање него 2000. године.
| Група             | 2000.       | 2010.       |
| Белци             | 834 (96,3%) | 764 (95,5%) |
| Афроамериканци    | 2 (0,2%)    | 0 (0,0%)    |
| Азијати           | 2 (0,2%)    | 7 (0,9%)    |
| Хиспаноамериканци | 12 (1,4%)   | 15 (1,9%)   |
| Укупно            | 866         | 800         |